# Peugeot Type 111 e 133
Le Type 111 e 133 erano due autovetture di fascia alta prodotte tra il 1909 ed il 1910 dalla Casa automobilistica francese Peugeot.

## Profilo
Sebbene sia stata prodotta in gran parte con carrozzeria coupé de ville, la Type 111 del 1909 era anche disponibile nelle versioni Type 129 e Type 131 (prodotte anch'esse in un buon numero), con carrozzeria aperta, pertanto è da considerarsi come una versione particolare delle vetture a cielo aperto eredi della Type 120. Prodotte in contemporanea solo nel 1909, le Type 111, 129 e 131 condividevano lo stesso telaio e montavano un motore a 4 cilindri in posizione anteriore longitudinale, della cilindrata di 3054 cm³. Le dimensioni erano generose: 4.2 m di lunghezza con un passo di 3.13 m assicuravano comfort e buona abitabilità. Erano forse tra le vetture preferite tra la clientela più snob del momento. La Type 111 fu prodotta in 200 esemplari, la Type 129 ne totalizzò 180, mentre la Type 131 arrivò solo a 50 esemplari.

Il modello che le sostituì fu la Type 133, prodotta solo nel 1910 anch'essa in 50 esemplari. Realizzata sul telaio a passo allungato derivato da quello delle sue antenate, la Type 133 era di dimensioni maggiori, con una lunghezza di 4.55 m. Il motore era decisamente diverso: si passò da un 4 ad un 6 cilindri di cilindrata pari a 3317 cm³. 
Fu sostituita nel 1911 dalla Type 136.